# Шарки
Девојка позната под именом Шарки (Sharky) наступала је као играчица и певачица на живим наступима бенда The Prodigy. Када су оснивали групу, чланови бенда су питали своју другарицу, Шарки, да ли жели да им се прикључи. Пристала је, и оформљена је прва постава бенда. Шарки је познавала Кита Флинта из рејв кругова. Њена главна обавеза у бенду била је да само игра уз музику коју воли. Лијам је свирао клавијатуре, док су Кит, Лирој и Шарки играли. Када је бенд у зиму 1990. потписао уговор за XL-Recordings напустила је бенд, јер је мислила да је то превише за њу. Споменута је на пар синглова за албум Experience, његовом омоту, као и омоту следећег албума, Music for the Jilted Generation.
Године 2004. се појавила као гост Продиџија у споту Voodoo People (Pendulum Remix).